# 藤森良蔵
藤森 良蔵（ふじもり りょうぞう、1882年7月15日 - 1946年11月22日）は、日本の教育者。

## 来歴
長野県諏訪郡上諏訪村（現・諏訪市）出身。諏訪郡立実科中学校（現・長野県諏訪清陵高等学校・附属中学校）を経て、1899年長野師範学校に入学するが、一年で理不尽な退学処分を受ける。1903年東京物理学校（現・東京理科大学）数学撰科修了。長野商業学校（現・長野県長野商業高等学校）教諭、保科百助の私塾保科塾教師、青森県立木造中学校（現・青森県立木造高等学校）教諭、正則英語学校（現・正則学園高等学校）教師を経て、立教中学校（現・立教池袋中学校・高等学校）教諭。藤森塾を設けて受験数学を指導。1910年『幾何学 考え方と解き方』 を刊行し、当時の代表的な参考書としてベストセラーとなった。1917年日本で最初の受験雑誌『考へ方』を塚本哲三とともに創刊。考え方研究社を設立し、受験参考書を発行、予備校の先駆となった受験生のための公開講座「日土講習会」を催した。「受験の神様」と呼ばれた。1936年高等数学大衆化のための雑誌『高数研究』を創刊。弟は教育者の藤森省吾、長男に東洋大学教授の藤森良夫がいる。

## 著書

### 単著
- 『幾何学 考え方と解き方』青野文魁堂 1910年
- 『幾何学初歩 学び方考え方と解き方講義』青野文魁堂 1933年
- 『母の心構へ 小学算術』母の新聞社 1938年
- 『母の算数』国民図書刊行会 1944年

### 共著
- 『代数学 学び方考え方と解き方』藤森良夫共著 考え方研究社 1936年
- 『要説代数学 学び方考え方と解き方』藤森良夫共著 考え方研究社 1939年
- 『精説代数学 学び方考え方と解き方』藤森良夫共著 考え方研究社 1939年
- 『三角法 学び方考え方と解き方』藤森良夫共著 考え方研究社 1941年
- 『幼稚園から一二年算数 母の心構 考え方と解き方』藤森良夫共著 考え方研究社 1942年